# Caleidoscópio

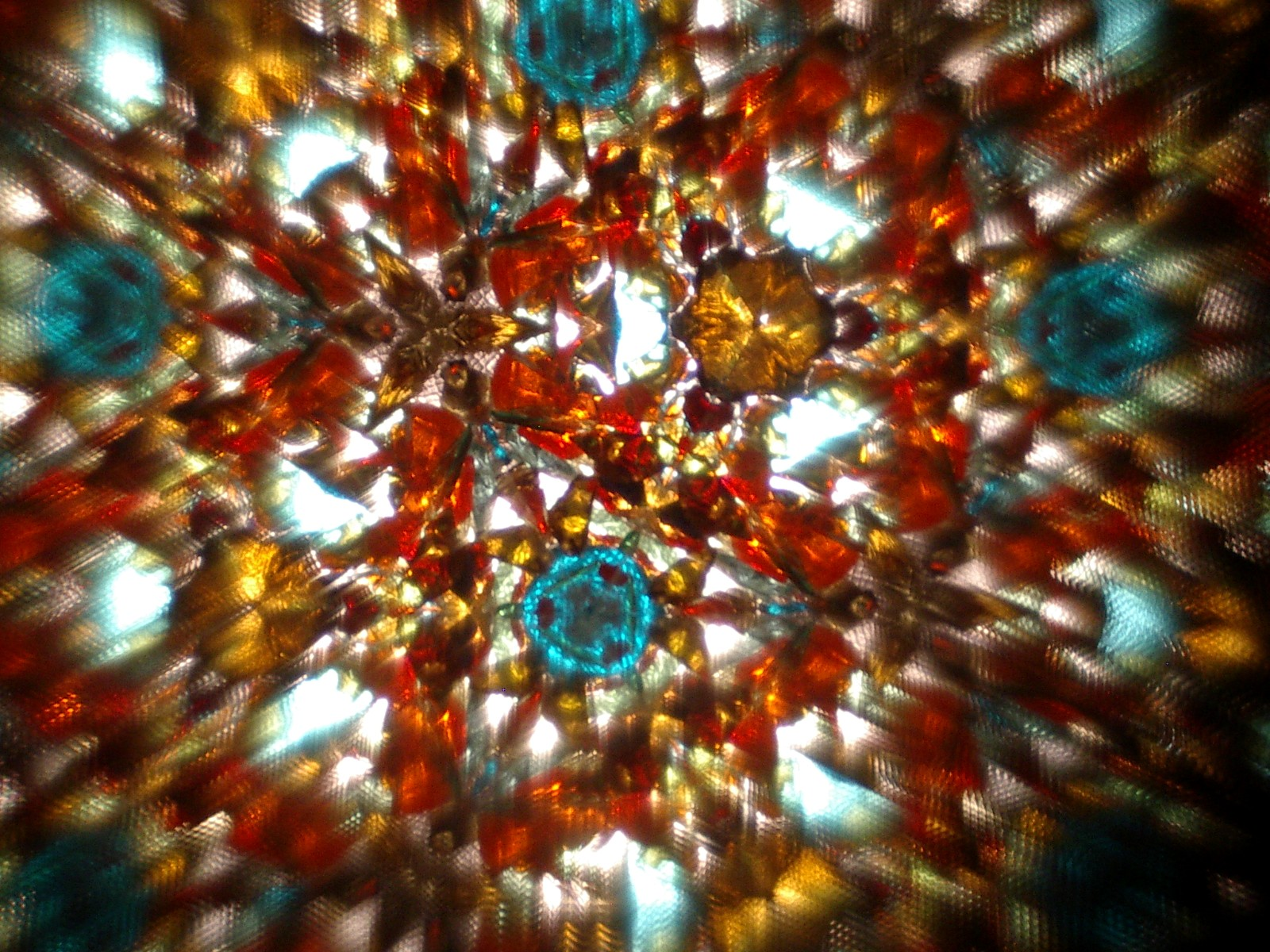
Vista de um caleidoscópio multicolorido

Um caleidoscópio ou calidoscópio é um aparelho óptico formado por um pequeno tubo de cartão ou de metal, com pequenos fragmentos de vidro colorido, que, através do reflexo da luz exterior em pequenos espelhos inclinados, apresentam, a cada movimento, combinações variadas e agradáveis de efeito visual.
O nome "caleidoscópio" deriva das palavras gregas καλός (kalos), "belo, bonito", είδος (eidos), "imagem, figura", e σκοπέω (skopeō), "olhar (para), observar".

## História
O caleidoscópio foi inventado na Inglaterra, em 1817 pelo físico escocês Dawid Brewster (1781-1868). Cerca de doze ou dezesseis meses mais tarde ele despertava a admiração universal. Afirma-se que o caleidoscópio já era conhecido no século XVII. Conta-se que, na época, um rico francês adquiriu um caleidoscópio por 20 000 francos. Era feito com pérolas e gemas preciosas ao invés de pedaços de vidro colorido.
Durante muito tempo o caleidoscópio foi um divertido brinquedo. Hoje é usado para fornecer padrões de desenho. Inventou-se um dispositivo para fotografar as formas do caleidoscópio, registrando assim, mecanicamente, os mais diversos padrões ornamentais.
O caleidoscópio de Brewster consistia em um tubo com pequenos fragmentos de vidro colorido e três espelhos que formavam um ângulo de 45 a 60 graus entre si. Os pedaços de vidro refletiam-se nos espelhos, cujos reflexos simétricos, provocados pela passagem da luz, criavam a imagem em cores.
Atualmente o caleidoscópio é formado por um pequeno tubo, no fundo do qual há pedaços coloridos de vidro ou de outro material e três espelhos dispostos de tal forma que, ao se movimentar o tubo, visualizam-se diferentes figuras coloridas em imagens multiplicadas que se formam em arranjos simétricos. Estes espelhos podem ser dispostos em ângulos diferentes: a 45°, cada um dos três espelhos formava oito imagens duplicadas. A 60°, formava seis imagens e a 90°, formava quatro imagens.